# Alphonse de Castille
 (juillet 2025).
Si vous disposez d'ouvrages ou d'articles de référence ou si vous connaissez des sites web de qualité traitant du thème abordé ici, merci de compléter l'article en donnant les références utiles à sa vérifiabilité et en les liant à la section « Notes et références ».
Alphonse de Castille, également connu sous le nom d'Alfonso de Trastámara ou Alphonse l'Innocent, né à Tordesillas le 15 novembre 1453 et mort à Cardeñosa le 5 juillet 1468, est un infant de Castille, prince des Asturies et prétendant au trône de Castille, sous le nom d'Alphonse XII, contre le roi régnant, Henri IV, son demi-frère. La cérémonie de proclamation de ses prétentions, connue sous le nom de farce d'Ávila (es), constitue l'un des épisodes les plus connus du conflit pour la succession d'Henri IV, qui conduira la Castille à la guerre civile.

## Biographie

### Origines familiales
Alfonso est le fils du roi Jean II de Castille (décédé alors qu'Alphonse n'avait qu'un an) et de la reine Isabelle du Portugal. Du côté paternel, ses grands-parents sont le roi Henri III de Castille et la reine Catherine de Lancastre et, du côté maternel, ses grands-parents sont l'infant Jean du Portugal et Isabelle de Barcelos. Il est le demi-frère du roi Henri IV de Castille et frère de la reine Isabelle la Catholique.

### Jeunesse
L'infant Alphonse de Castille naît à Tordesillas le 15 novembre 1453. Une partie importante de la noblesse castillane était mécontente d'Henri IV et, en septembre 1464, le roi, obligé par ces mêmes nobles, prive Jeanne, sa fille unique, du titre de princesse des Asturies et proclame Alphonse prince héritier à sa place. Malgré cela, le mécontentement de la noblesse ne cesse pas. 

### Arrivée au pouvoir
En juin 1465, la Ligue nobiliaire se réunit à Ávila, renverse Henri et proclame Alphonse, alors âgé de onze ans, roi de Castille sous le nom d'Alphonse XII. Cet épisode a été qualifié par ses détracteurs de « farce d'Ávila », nom avec lequel il est entré dans l'histoire.
Une guerre ouverte éclate ainsi entre les partisans d'Henri IV et d'Alphonse. Ce dernier installa sa Cour à Arévalo et parvint à régner de fait pendant les trois dernières années de sa vie, enveloppées dans un luxe et une splendeur culturelle dont l'un de ses courtisans, le poète Jorge Manrique, est devenu le messager de ses Coplas por la muerte de su padre (en français : stances sur la mort de son père) : 
Car, son frère l'Innocent,

qui dans sa vie successeur

s'appelait,

quelle excellente coupe

il y avait et combien de grand seigneur

qui l'ont suivi !
La cour d'Alphonse l'Innocent se compose de personnages importants tels que les chevaliers Gómez Manrique et son neveu Jorge, le juriste Nicolás de Guevara et le poète chantant Juan Álvarez Gato ou l'historien Diego de Valera, maître du roi en 1467, en plus du marquis de Villena lui-même. Elle compte également de nombreux nobles comme le comte de Benavente, Rodrigo Alonso Pimentel IV, et le comte de Ribadeo, Pedro de Villandrando ainsi que les hommes les plus importants de la cour, Diego de Ribera, tuteur du prince Alfonso et écuyer en chef de sa cour et Sancho de Rojas, seigneur de Cavia et Monzón et maire des nobles de Castille. La vie religieuse est organisée par Martín de Tavara, le prieur d'Osma, le juriste et aumônier royal d'Alfonso XII, Francisco Gómez de Miranda et d'autres. Des chanteurs aussi remarquables que Diego Rangel sont apparus dans sa chapelle. Gómez Manrique organisait des célébrations et composait des momos théâtraux pour célébrer l'anniversaire royal au cours desquels les dames de la Cour jouaient le rôle de fées.
En août 1467, les deux camps s'affrontent lors de la bataille d'Olmedo, sans qu'aucun des deux ne parvienne à l'emporter. Aujourd'hui, certains historiens considèrent qu'Henri fut vaincu et fait prisonnier tandis que d'autres affirment qu'il a gagné, mais que, par faiblesse, il a préféré négocier avec les perdants.
L'infant Alphonse de Castille meurt à Cardeñosa le 5 juillet 1468. Les chroniques officielles parlent d'un décès dû à la peste, courante dans la Castille du XVe siècle, bien que la rumeur et surtout les recherches modernes penchent en faveur d'un empoisonnement. Henri IV resta roi incontesté à partir de 1469 tandis que le titre d'héritier du trône fut disputé entre Jeanne "la Beltraneja" et l'infante Isabelle, la demi-sœur d'Henri IV. Le conflit finit par donner lieu à la guerre de succession castillane, dans laquelle Isabelle réussit finalement à s'emparer du trône castillan-léonais.

### Sépulture
L'infant Alphonse de Castille est enterré à la chartreuse de Miraflores avec ses parents. Son tombeau, œuvre du sculpteur Gil de Siloe, est placé du côté de l'Évangile de l'église du monastère.
En 2006, à l'occasion de la restauration de la chartreuse de Miraflores, la Direction Générale du Patrimoine et des Biens Culturels de la Junte de Castille-et-León décide de réaliser l'étude anthropologique des restes de Jean II et de sa seconde épouse, qui étaient enterrés dans la crypte sous le tombeau royal, dans une petite urne, ainsi que l'étude des restes déposés à l'intérieur du sépulcre de l'infant Alphonse de Castille, qui se trouve sur un côté de la même église. L'étude est coordonnée par Arturo Balado Pachón y Consuelo Escribano Velasco et publiée par la Fondation Iberdrola. Elle est réalisée par Luis Caro Dobón et Maria Eden Fernández Suárez, chercheurs en anthropologie physique de l'Université de León. La dépouille de l'infant Alphonse de Castille, mal conservée, fragmentaire et cristallisée, était déposée dans un cercueil en bois de noyer, il mesurait 165 centimètres. On sait que la détérioration de ses restes est due aux grands dégâts causés par l'occupation française de la Chartreuse de Miraflores, pendant la guerre d'indépendance, puisque le couvent fut transformé en quartier général ; et les restes de Jean II, Isabelle de Portugal et Alphonse de Castille ont été profanés. En outre, il a été confirmé que les dépouilles déposées dans le tombeau étaient celles d'Alphonse de Castille, car il a été constaté qu'il existait un lien de parenté entre ces restes et ceux déposés au tombeau de Jean II de Castille.